# 李光先
李光先（？—？），字东亭，直隶宝坻人，乾隆五十三年戊申恩科举人，工部都水司主事、员外郎、郎中，道光四年任江西赣州府知府署理吉南赣宁兵备道。诰授朝议大夫，诰赠光禄大夫、工部尚书。

## 家族
父亲李伟；
妻赵氏，宝坻县大口屯镇赵培元之女；
兄李光前，弟李光里、李光庭；
有子李藩、李菡、李莼、李庄、李芗